# 송도 IDB 챔피언십
송도 IBD 챔피언십(Songdo IBD Championship)은 대한민국 인천광역시에서 열리 골프 대회로, 2010년 9월에 포스코건설 송도 챔피언십(POSCO E&C Songdo Championship presented by Gale International)이라는 명칭으로 개최되었다.